# En sommerdag paa landet
En sommerdag paa landet (Deens voor Een zomerdag op het platteland) is een suite van Niels Gade. Het is een muzikale tekening van het landleven in Denemarken in 1879. Gade gaf zelf leiding aan de eerste uitvoering van het werk, dat plaatsvond in Kopenhagen met zijn Musikforeningen. De datum was 21 april 1880. Daarna nam Gade het mee op zijn dirigeerreizen en het belandde ook in Hamburg op de lessenaar. De verhoudingen tussen Denemarken en Duitsland waren kennelijk min of meer genormaliseerd. De sfeer van het werk past in de categorie pastorale.
De vijf deeltjes verwijzen naar het Deense platteland:
1. Vroeg
2. Stormachtig
3. Eenzaam in het bos
4. Humoresque
5. Avond, het vrolijke volkse leven

Gade schreef het werk voor:
- 2 dwarsfluiten, 2 hobo’s, 2 klarinetten, 2 fagotten
- 3 hoorns, 2 trompetten
- pauken,
- violen, altviolen, celli, contrabassen

De instrumentatie verschilt echter per deel ; de trompetten spelen bijvoorbeeld alleen in het laatste deel.